# Zhen Luo
Zhen Luo (chinesisch 甄宓 / 甄洛, Pinyin Zhēn Luò, * 183; † 221), formell Kaiserin Wenzhao (chinesisch 文昭皇后 – „gesittete und fleißige Kaiserin“), war die erste Gemahlin des Wei-Kaisers Cao Pi. Ihr Sohn Cao Rui ernannte sie später, nachdem er den Thron bestiegen hatte, postum zur Kaiserin.

## Leben
Zhen Luo stammte aus der Zhongshan-Kommandantur (etwa heutiges Baoding, Hebei). Ihr Vater Zhen Yi (甄逸) war Gouverneur der Kommandantur und starb, als sie erst zwei Jahre alt war. Trotz seines frühen Todes blieb die Familie wohlhabend und unterstützte die Landbevölkerung während des Bürgerkriegs, der nach dem Tod des Han-Kaisers Ling (189) ausgebrochen war. Zhen Luo beteiligte sich persönlich an der Verteilung der Spenden und erwarb so die Sympathie der Bevölkerung. Als sie erwachsen war, erfuhr Yuan Shao, der damals die Ji-Provinz (冀州, etwa heutiges Hebei) kontrollierte, von ihrem Ruf und ihrer Schönheit. Er vermählte sie mit seinem Sohn Yuan Xi, der später Gouverneur der You-Provinz (幽州, heutiges Peking, Tianjin und westliches Liaoning) wurde. Seine Frau begleitete ihn nicht hierhin, sondern blieb bei ihrer Schwiegermutter im Hauptquartier des Yuan-Clans bei Yecheng (鄴城, im heutigen Handan, Hebei). Offenbar gebar sie Yuan Xi keine Kinder.

### Heirat mit Cao Pi
Bald verlor Yuan Shao seine Vormachtstellung im nördlichen China. Nach einer vernichtenden Niederlage gegen den rivalisierenden Warlord Cao Cao in der Schlacht von Guandu (200) starb er im Jahre 202. Seine Söhne Yuan Shang und Yuan Tan stritten sich um die Nachfolge und lähmten so ihr Reich. Cao Cao spielte die beiden so gegeneinander aus, dass Yuan Tan umkam. Yuan Shang und Yuan Xi flohen zum Gouverneur Gongsun Kang, wurden aber von ihm verraten und hingerichtet.
Auf seinen Feldzügen zur Eroberung des ehemaligen Yuan-Reichs nahm Cao Cao 204 auch den Bezirk Ye ein. Dort traf sein Sohn Cao Pi Zhen Luo und nahm sie zur Frau, obwohl sie damals noch nicht Witwe war. Acht Monate später gebar sie einen Sohn, Cao Rui. Im Zusammenhang mit dessen früher Geburt kam das Gerücht auf, dass Yuan Xi der leibliche Vater des Jungen sei. Es ist allerdings unwahrscheinlich, dass sich Yuan Xi noch so kurz vor Cao Caos Einmarsch in Yecheng aufgehalten hätte. Trotzdem kam es durch das Gerücht zu einer Spannung zwischen den Eheleuten. Die Konkubine Guo Nüwang nutzte dies zu ihren Gunsten. Nachdem Cao Pi nach dem Tod seines Vaters 220 den letzten Han-Kaiser Xian abgesetzt und die Wei-Dynastie gegründet hatte, erklärte er sich zum Kaiser, rief aber Zhen Luo nicht in die Hauptstadt Luoyang. Sie wurde zornig und Guo Nüwang berichtete dem Kaiser davon. Er schickte darauf einen Boten, um Zhen Luo zum Selbstmord zu zwingen. 221 erhob er Guo Nüwang zur Kaiserin.

## Nachleben
Nach Cao Pis Tod im Jahre 226 bestieg sein Sohn Cao Rui den Thron. Er ernannte seine Mutter Zhen Luo postum zur Kaiserin, gleichzeitig aber auch Guo Nüwang zur Kaiserinmutter. Diese starb 235 unter umstrittenen Umständen. Viele Historiker nahmen an, dass Cao Rui ihre Rolle im Tod seiner Mutter herausgefunden und sie zum Selbstmord gezwungen habe.

## Volkstümliche Geschichten
Eine volkstümliche Geschichte spekuliert, dass Zhen Luos Tod durch eine Affäre mit Cao Pis Bruder Cao Zhi verschuldet sei. Manche, eher belletristische Quellen erwähnen sogar eine Affäre mit Cao Cao. Für beide Hypothesen gibt es allerdings keine Hinweise. Sie sind an ein Gedicht von Cao Zhi angelehnt, dass der Göttin des Luo-Flusses gewidmet ist, und beziehen es (fälschlich) auf Zhen Luo.
| Personendaten    | Personendaten                 |
| ---------------- | ----------------------------- |
| NAME             | Zhen Luo                      |
| ALTERNATIVNAMEN  | Zhen Ji; Kaiserin Wenzhao     |
| KURZBESCHREIBUNG | Gemahlin von Cao Pi           |
| GEBURTSDATUM     | 183                           |
| GEBURTSORT       | Zhongshan-Kommandantur, China |
| STERBEDATUM      | 221                           |
| STERBEORT        | China                         |